# Giao lộ Pangyo
Giao lộ Pangyo (Tiếng Hàn: 판교 분기점, 판교JC, Hanja: 板橋分岐點), còn được gọi là Pangyo JC, là một giao lộ nằm ở Bundang-gu và Sujeong-gu, Seongnam-si, Gyeonggi-do, Hàn Quốc. Đường cao tốc Gyeongbu (số 1) và đường cao tốc vành đai 1 vùng thủ đô Seoul (số 100) giao nhau tại đây. Loại nút giao thông là nút giao thông chữ Y đã thay đổi.

## Lịch sử
- 31 tháng 12 năm 1987: Để thành lập một nút giao, khu vực Sampyeong-dong, Seongnam-si đã được công bố là một nút giao ở Pangyo tại Quảng trường Giao thông Cơ sở Quy hoạch Đô thị Seongnam[1]
- 31 tháng 10 năm 1991: Hoạt động kinh doanh bắt đầu với việc mở đoạn Pangyo ~ Hanam của Đường cao tốc Vành đai Ngoài Seoul[2]
- 7 tháng 3 năm 1998: Cơ sở quy hoạch đô thị Seongnam-si thay đổi quảng trường giao thông để cải thiện giao lộ[3]
- 6 tháng 12 năm 2001: Thay đổi khu vực đường giữa Geumto-dong, Sujeong-gu, Seongnam-si, Gyeonggi-do và Sampyeong-dong, Bundang-gu, 1,45 km để mở rộng đoạn đường giao nhau trên Đường cao tốc vành đai ngoài Seoul cho đến tháng 12 2002[4]

## Kết nối các tuyến đường

### Hướng điBusan・Seoul
- Đường cao tốc Gyeongbu (Số 48)

### Hướng điGoyang・Uijeongbu
- Đường cao tốc vành đai 1 vùng thủ đô (Số 1)

## Cấu trúc
Đó là một giao lộ hình chữ Y đã được sửa đổi. Có thể đi vào Đường cao tốc vành đai 1 vùng thủ đô từ Đường cao tốc vành đai 1 vùng thủ đô đến Đường cao tốc Gyeongbu theo hướng Busan và từ Đường cao tốc Gyeongbu theo hướng Seoul đến Đường cao tốc vành đai 1 vùng thủ đô theo cả hai hướng, nhưng không thể vào và ra trong các trường hợp khác.
Bản thân cấu trúc này được tích hợp với Nút giao thông Pangyo và một phần của cấu trúc đi qua Geumtocheon.
Ngoài ra, Đường cao tốc Gyeongin thứ 2 đi ngay cạnh giao lộ này, nhưng nó không kết nối với Đường cao tốc vành đai 1 vùng thủ đô và Đường cao tốc Gyeongbu.